# Atysilla soror
Atysilla soror är en skalbaggsart som beskrevs av Louis Burgeon 1946. Atysilla soror ingår i släktet Atysilla och familjen Melolonthidae. Inga underarter finns listade.